# Jaraicejo
Jaraicejo è un comune spagnolo di 642 abitanti situato nella comunità autonoma dell'Estremadura.